# Kriptologija
Kriptologija (gr. κρυπτός, kryptós - skriven + λόγος, logos - znanje, znanost) je znanost koja se bavi izučavanjem i definiranjem metoda za zaštitu informacija (šifriranjem) i izučavanjem i pronalaženjem metoda za otkrivanje šifriranih informacija (dekriptiranjem).
Kriptologija ima dvije osnovne oblasti, kriptozaštitu i kriptoanalizu.
Objekti izučavanja kriptologije su pisane (kriptografija), govorne (kriptofonija), vizualne (slike, karte, šeme) i druge poruke.
Rezultate kriptologije prvenstveno koriste oružane snage i diplomatska služba, a razvojem telekomunikacija i mnoge druge službe.